# 2019年三重県議会議員選挙
2019年三重県議会議員選挙（2019ねんみえけんぎかいぎいんせんきょ）は、2019年4月7日に投票された三重県議会議員の改選のための総選挙である。

## 概要
県議会議員の4年の任期満了に伴う選挙であり第19回統一地方選挙の一環として行われた。なお、三重県議会議員選挙は1947年（昭和22年）4月に実施された第1回の選挙からいずれも統一地方選挙の日程で実施されている。

## 選挙データ
- 告示日:2019年3月29日
- 投開票日:2019年4月7日
- 改選議席数:51議席
- 選挙区:17選挙区（うち5選挙区で無投票）
- 立候補者:65名（うち13名が無投票当選）

自由民主党:23名
公明党:2名
三重民主連合:5名
新政みえ:4名
日本共産党:3名
日本維新の会:1名
草の根運動いが(諸派):1名
無所属:26名

## 当選者
三重民主連合・新政みえ 
 自民党 
 公明党 
 共産党 
 諸派 
 無所属 
| 津市             | 青木謙順   | 今井智広   | 杉本熊野 | 舟橋裕幸 |
| 津市             | 小林貴虎   | 川口円     | 前野和美 |          |
| 四日市市         | 稲垣昭義   | 津田健児   | 田中智也 | 山内道明 |
| 四日市市         | 石田成生   | 山本里香   | 山崎博   |          |
| 伊勢市           | 中村進一   | 廣耕太郎   | 奥野英介 | 中川正美 |
| 松阪市           | 喜田健児   | 中瀬古初美 | 野口正   | 田中祐治 |
| 桑名市・桑名郡   | 山本佐知子 | 小島智子   | 倉本崇弘 | 三谷哲央 |
| 鈴鹿市           | 小林正人   | 下野幸助   | 藤田宜三 | 平畑武   |
| 名張市           | 北川裕之   | 中森博文   |          |          |
| 尾鷲市・北牟婁郡 | 津村衛     | 東豊       |          |          |
| 亀山市           | 長田隆尚   |            |          |          |
| 鳥羽市           | 野村保夫   |            |          |          |
| 熊野市・南牟婁郡 | 藤根正典   | 大久保孝栄 |          |          |
| いなべ市・員弁郡 | 日沖正信   | 石垣智矢   |          |          |
| 志摩市           | 中嶋年規   | 山本教和   |          |          |
| 伊賀市           | 森野真治   | 稲森稔尚   | 木津直樹 |          |
| 三重郡           | 舘直人     | 服部富男   |          |          |
| 多気郡           | 西場信行   | 濱井初男   |          |          |
| 度会郡           | 村林聡     | 中瀬信之   |          |          |

### 補欠選挙
| 年     | 月  | 選挙区               | 当選者   | 当選政党 | 欠員     | 欠員政党 | 欠員事由         |
| ------ | --- | -------------------- | -------- | -------- | -------- | -------- | ---------------- |
| 2021年 | 9月 | 桑名市・桑名郡選挙区 | 倉本崇弘 | 無所属   | 倉本崇弘 | 無所属   | 桑名市長選挙出馬 |